# Луцкая улица (Киев)
Лу́цкая у́лица (укр. Лу́цька ву́лиця) — улица в Подольском районе города Киева, местности Посёлок Шевченко и Кинь-Грусть. Пролегает от улицы Сошенко до Пуща-Водицкой улицы.
Примыкают улица Сажина и Лесозащитный переулок.

## История
Возникла в середине XX века под названием 894-я Новая улица. Название в честь города Ростова получила в 1953 году. С 25 августа 2022 года носит современное имя в честь города Луцка.
До 1981 года на Демиевке также существовала Луцкая улица.

## Застройка
Застройка улицы представлена частным сектором, только с чётной стороны. По нечётной стороне — лес. Между улицей (севернее её) и Большой кольцевой (окружной) дорогой расположен участок Пуща-Водицкого леса.